# Collegio uninominale Puglia - 11
Il collegio elettorale uninominale Puglia - 11 è stato un collegio elettorale uninominale della Repubblica Italiana per l'elezione della Camera dei deputati tra il 2017 ed il 2022.

## Territorio
Come previsto dalla legge elettorale italiana del 2017, il collegio era stato definito tramite decreto legislativo all'interno della circoscrizione Puglia.
Era formato dal territorio di 18 comuni: Carosino, Castellaneta, Crispiano, Fragagnano, Ginosa, Grottaglie, Laterza, Martina Franca, Massafra, Monteiasi, Montemesola, Monteparano, Mottola, Palagianello, Palagiano, Roccaforzata, San Giorgio Ionico e San Marzano di San Giuseppe.
Il collegio era quindi interamente compreso nella provincia di Taranto.
Il collegio era parte del collegio plurinominale Puglia - 03.

## Eletti
| Elezione | Elezione | Deputato          | Partito               |
| -------- | -------- | ----------------- | --------------------- |
|          | 2018     | Gianpaolo Cassese | Movimento 5 Stelle    |
|          | 2022     | Gianpaolo Cassese | Insieme per il futuro |

## Dati elettorali

### XVIII legislatura
Come previsto dalla legge elettorale, 232 deputati erano eletti con sistema a maggioranza relativa in altrettanti collegi uninominali a turno unico.
| Candidati              | Candidati                   | Voti    | %     | Liste                    | Voti    | %     |
| ---------------------- | --------------------------- | ------- | ----- | ------------------------ | ------- | ----- |
|                        | Gianpaolo Cassese ✔️ Eletto | 66 276  | 44,31 | Movimento 5 Stelle       | 66 276  | 44,31 |
|                        | Gianfranco Chiarelli        | 50 908  | 34,03 | Forza Italia             | 31 564  | 21,10 |
| Lega                   | Gianfranco Chiarelli        | 50 908  | 34,03 | 9 092                    | 6,08    |       |
| Noi con l'Italia - UDC | Gianfranco Chiarelli        | 50 908  | 34,03 | 5 508                    | 3,68    |       |
| Fratelli d'Italia      | Gianfranco Chiarelli        | 50 908  | 34,03 | 4 744                    | 3,17    |       |
|                        | Donato Pentassuglia         | 24 608  | 16,45 | Partito Democratico      | 21 880  | 14,63 |
| +Europa                | Donato Pentassuglia         | 24 608  | 16,45 | 1 717                    | 1,15    |       |
| Civica Popolare        | Donato Pentassuglia         | 24 608  | 16,45 | 517                      | 0,35    |       |
| Italia Europa Insieme  | Donato Pentassuglia         | 24 608  | 16,45 | 494                      | 0,33    |       |
|                        | Antonio Rotelli             | 3 648   | 2,44  | Liberi e Uguali          | 3 648   | 2,44  |
|                        | Simona Marsella             | 1 252   | 0,84  | Potere al Popolo!        | 1 252   | 0,84  |
|                        | Olga Micelli                | 877     | 0,59  | CasaPound                | 877     | 0,59  |
|                        | Monica Spalluto             | 545     | 0,36  | Il Popolo della Famiglia | 545     | 0,36  |
|                        | Giovanna Antico             | 487     | 0,33  | Partito Comunista        | 487     | 0,33  |
|                        | Gianvito Armenise           | 435     | 0,29  | Italia agli Italiani     | 435     | 0,29  |
|                        | Andrea Tieso                | 256     | 0,17  | 10 Volte Meglio          | 256     | 0,17  |
|                        | Loredana Petrosillo         | 180     | 0,12  | Partito Valore Umano     | 180     | 0,12  |
|                        | Francesco Annicchiarico     | 105     | 0,07  | PRI - ALA                | 105     | 0,07  |
| Totale                 | Totale                      | 149 577 | 100   |                          | 149 577 | 100   |
|                        |                             |         |       |                          |         |       |
| Voti non validi        | Voti non validi             | 5 306   | 3,43  |                          |         |       |
| Votanti                | Votanti                     | 154 883 | 70,36 |                          |         |       |
| Elettori               | Elettori                    | 220 143 |       |                          |         |       |